# Riparbella
Riparbella ist eine italienische Gemeinde der Provinz Pisa in der Region Toskana mit 1623 Einwohnern (Stand 31. Dezember 2023).

## Lage und Daten

Lage von Riparbella in der Provinz Pisa

Das Dorf liegt an einem Hügel (Poggio di Nocola) am Südhang der Colline Pisane, auf einem Bergrücken aus Tuffgestein, etwa 14 km von der Stadt Cecina und vom Meer entfernt. Die Provinzhauptstadt Pisa liegt ca. 40 km nordwestlich, die Regionalhauptstadt Florenz liegt ca. 50 km östlich. Der Ort liegt in der klimatischen Einordnung italienischer Gemeinden in der Zone D, 1 845 GR/G und im Erzbistum Pisa. Wichtigste Flüsse im Gemeindegebiet sind der Cecina (7 von 78 km im Gemeindegebiet), der Lopia (9 von 9 km im Gemeindegebiet) und der Sterza (4 von 19 km im Gemeindegebiet).
Riparbella ist von Macchia, Wald, Weinbergen und Olivenhainen umgeben, und bekannt für seine gute toskanische Küche (Wild, Pilze und Wein – der Ort gehört zum Anbaugebiet Montescudaio).
Die Nachbargemeinden sind Castellina Marittima, Cecina (LI), Chianni, Lajatico, Montecatini Val di Cecina und Montescudaio.

## Geschichte
Ausgrabungen im Ortsteil Belora bestätigten, dass Riparbella schon von den Etruskern besiedelt war. Wahrscheinlich leitet sich der Name von lat. Ripa Albella (weißer Abhang) ab, was auf den hellen Tuffstein anspielt. Der mittelalterliche Ortskern entstand um das Jahr 1000, und der Ort wird 1125 zum ersten Mal schriftlich erwähnt. Zunächst gehörte die Burg der Pisaner Familie della Gherardesca und bis 1406 gehörte Riparbella zum Herrschaftsbereich des Erzbischofes von Pisa, danach zu Florenz. Im Konflikt zwischen diesen und Alfons V. von Aragon 1477 wurde der Ort komplett zerstört und eingenommen, aber bereits ein Jahr später von Florenz zurückerobert. 1635 wurde der Ort von den Medici zur Markgrafschaft erhoben und an Andrea Carlotti di Verona vergeben, und es begann ein wirtschaftlicher Abstieg. 1737 kam es zum Lehen des florentinischen Senators Carlo Ginori, der es mit seinen Besitztümern in Cecina vereinte.
Der Ort hatte Anfang der 1950er Jahre noch etwa 3000 Einwohner, schrumpfte dann aber durch die Abwanderung der Bevölkerung. Heute lebt Riparbella vor allem von der Landwirtschaft (Weinbau, Oliven) und vom Tourismus; auf dem Gebiet der Gemeinde liegen zahlreiche Ferienhäuser, Pensionen und agrotouristische Betriebe.

## Kultur und Sehenswürdigkeiten
Das Zentrum des Dorfes ist von Gebäuden aus dem 15. und 16. Jahrhundert geprägt.

### Kirchen

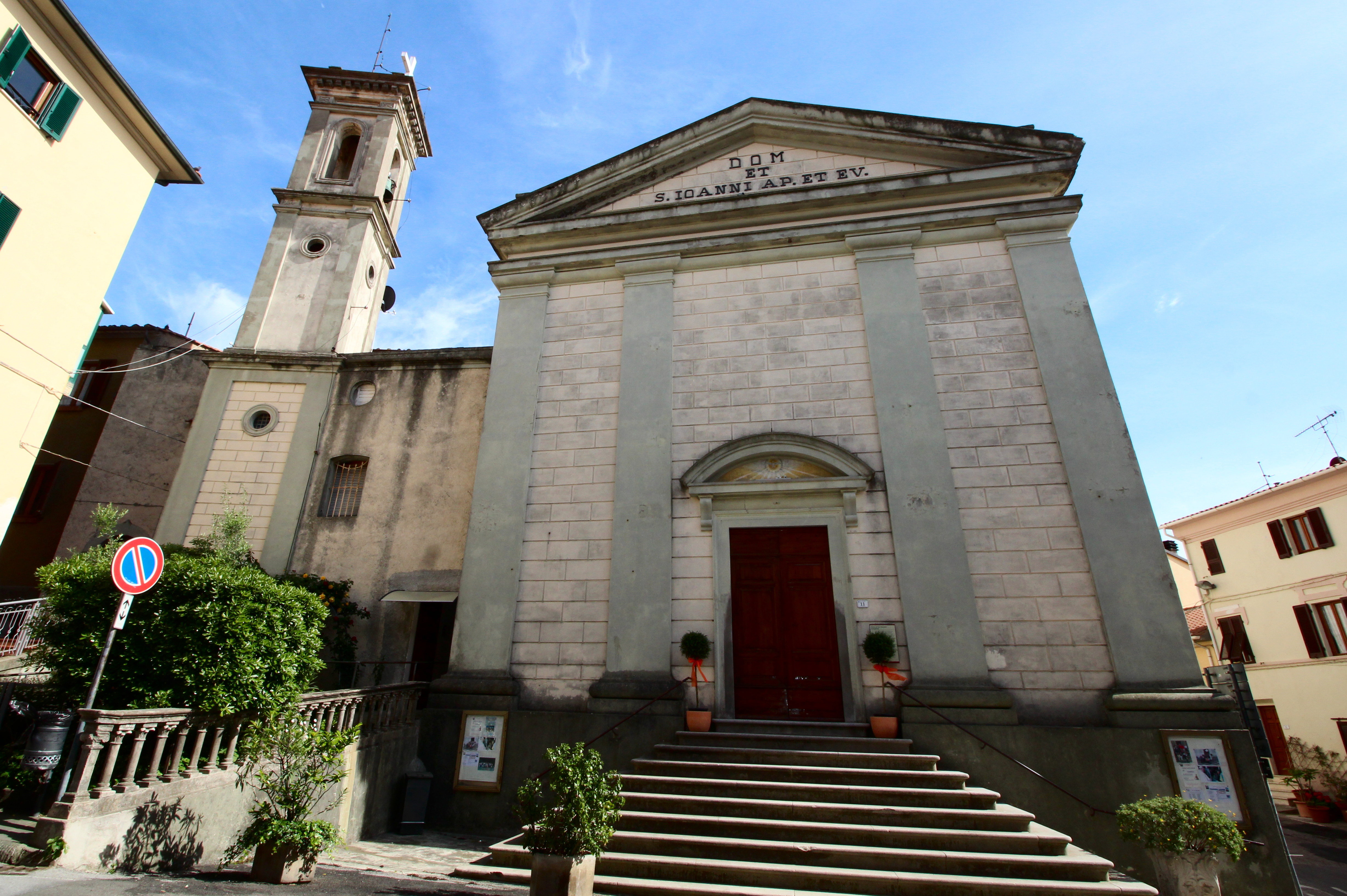
San Giovanni Evangelista, Hauptkirche des Ortes

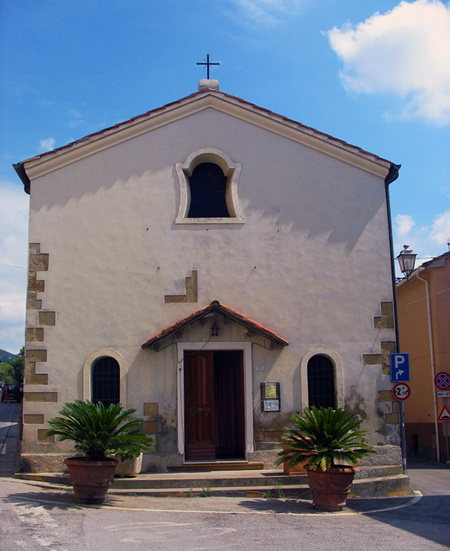
Oratorio della Madonna delle Grazie

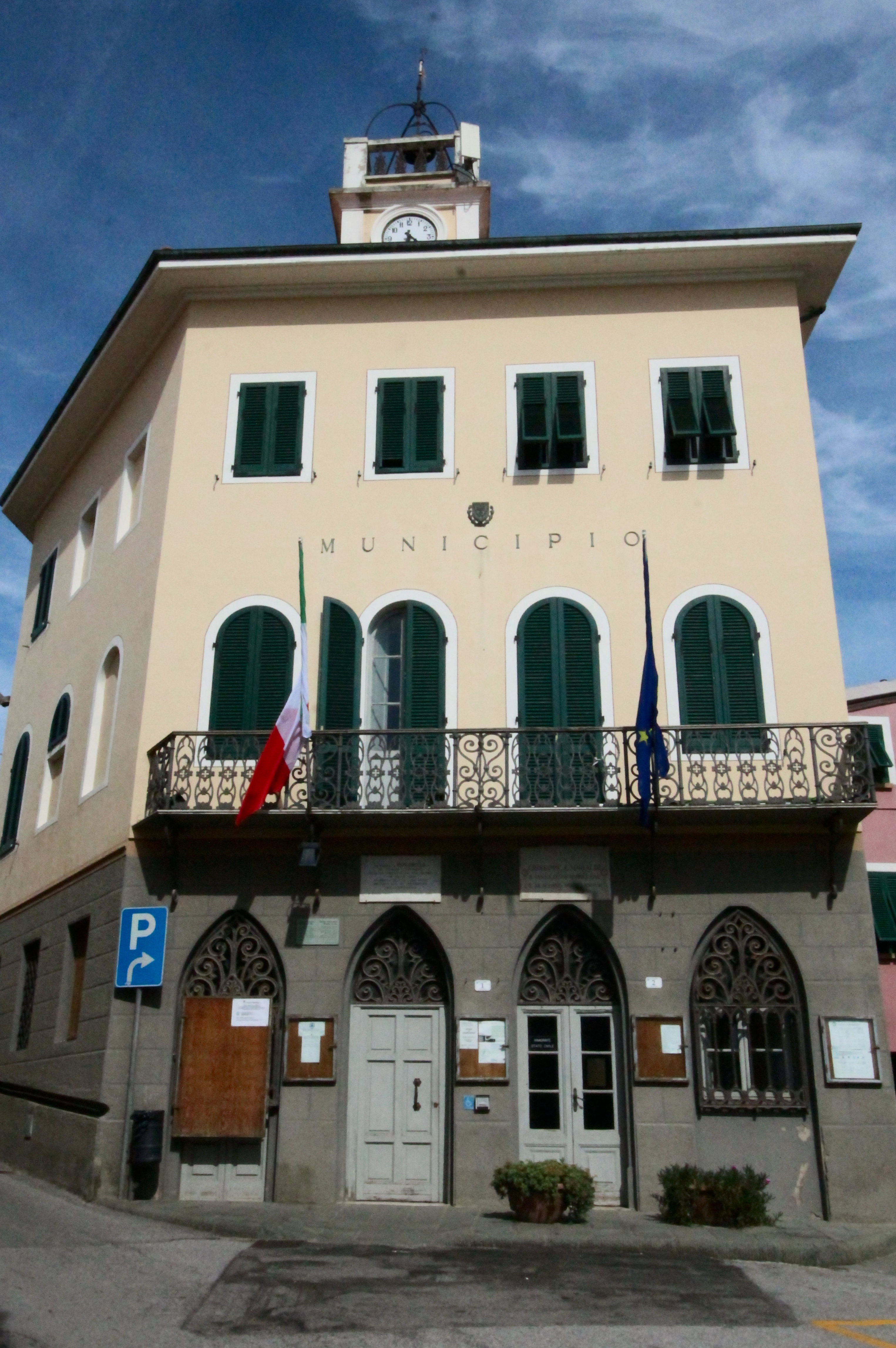
Rathaus

- Chiesa San Giovanni Evangelista – Die dem Apostel Johannes geweihte Kirche im Ortskern wurde zwischen 1841 und 1845 erbaut erlitt bereits ein Jahr später Schäden durch ein Erdbeben. Geweiht wurde die Kirche 1877. Der Campanile stammt von einer älteren Kirche (San Michele e San Giovanni, ca. 15. Jahrhundert), die an gleicher Stelle stand und ca. 2/3 Drittel der heutigen Größe hatte. Wurde mehrfach restauriert (1934 Fassade, 1949–1956 Kriegsschäden, 1973 Innenräume) und enthält aus dem Oratorio della Santissima Annunziata vier Seitenaltäre und die Holzfiguren Vergine annunziata und Angelo annunziante, beide aus dem 16. Jahrhundert.[4]
- Oratorio della Madonna delle Grazie – Kapelle im Ortskern, die 1542 entstand. Enthält das Fresko Madonna delle Grazie aus dem 19. Jahrhundert. Hatte bis 1959 einen Portikus, der aus Verkehrsgründen abgerissen wurde. Die Glocke stammt laut Inschrift aus dem Jahr 1507.[4]
- Oratorio della Santissima Annunziata – Ehemalige Kapelle im Ortskern zwischen dem Rathaus und Madonna della Grazie. Die Kunstwerke der Kirche befinden sich heute in der Kirche San Giovanni Evangelista.[4]
- Oratorio di San Rocco – Kapelle außerhalb des Ortskerns. Entstand 1630.[4]
- Cimitero Nuovo – Neuer Friedhof, gehört zu den italienischen Nationaldenkmälern und liegt kurz außerhalb des Ortskerns an der Straße nach Castellina Marittima. Entstand 1894 durch den Architekten Luigi Bellincioni.[4]
- Cappella Baldasserini – Kapelle bei San Martino. Wurde 1857 restauriert.[4] Die vorherige Kapella war wahrscheinlich der Madonna del Carmine geweiht und war seit 1706 dokumentiert.[8]

### Sonstiges
- Azienda Faunistica „Il Giardino“ – Von der Gemeinde eingerichtetes Zentrum für Umweltschutz (600 Hektar Macchia und Waldfläche); didaktische Angebote.

### Regelmäßige Veranstaltungen
- Sagra del cinghiale (dritter Novembersonntag) – Fest des Wildschweins mit gastronomischen Spezialitäten
- Agrifiera (erster Sonntag und Montag im August) – Landwirtschaftsausstellung, Pferdemarkt

## Verkehr
Riparbella hat eine Haltestelle an der 1863 eröffneten Bahnstrecke Cecina–Volterra.